# Chrysotoxum vernale
Chrysotoxum vernale es una especie de mosca sírfida. Se distribuyen por el Paleártico en Eurasia.